# Rubik con rắn

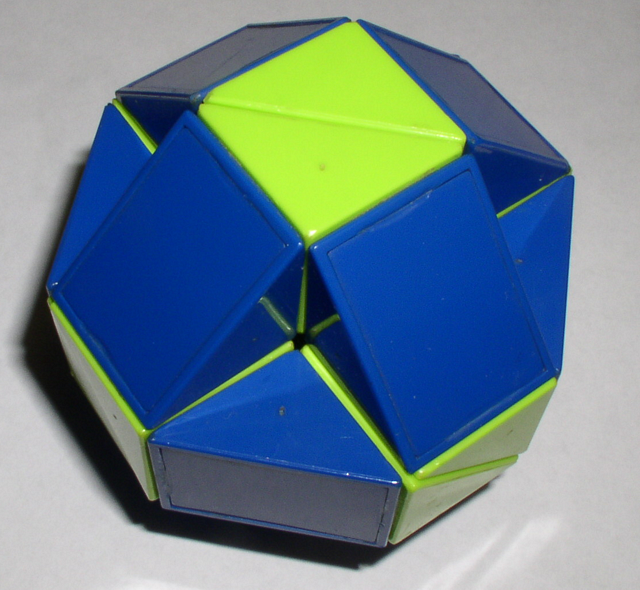
Rubik được xoay thành hình quả bóng lúc mới mua

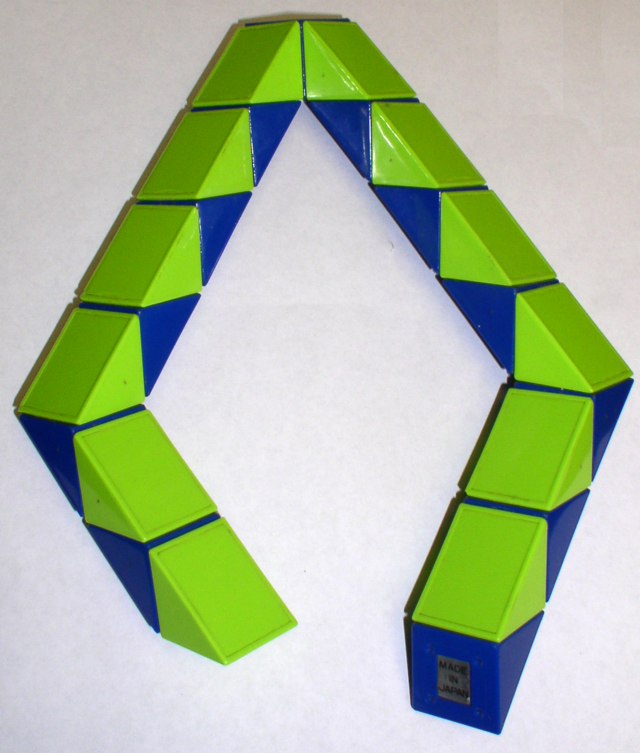
Rubik được xoay thành 4 đoạn

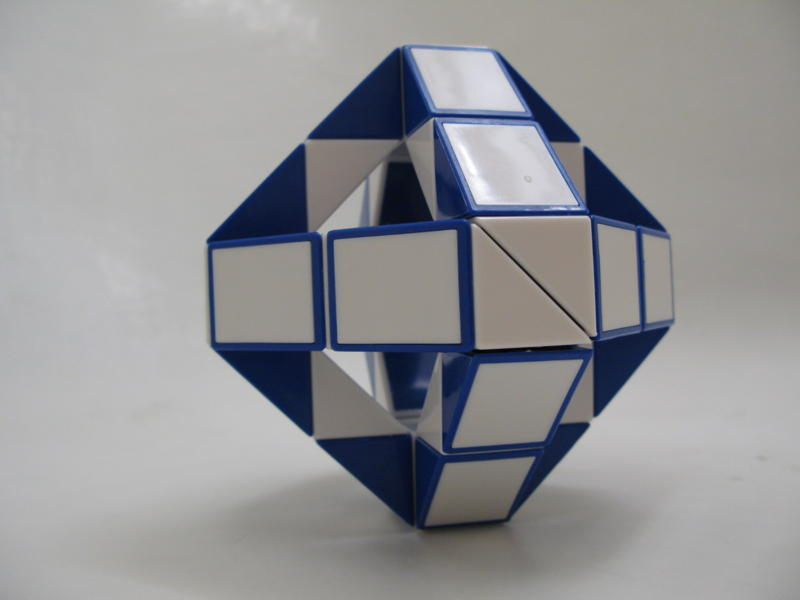
Hai thanh Rubik con rắn tạo thành một hình tám mặt

Rubik con rắn (Tiếng Anh: Rubik's Snake, hay còn gọi là Rubik dài, Rubik xoắn, Rubik rắn biến hình, Rubik rắn giải đố) là một loại đồ chơi gồm 24 vật hình nêm là khối lăng trụ tam giác vuông cân. Các khối được nối với nhau bằng bu lông lò xo để chúng có thể xoay được nhưng không bị tách rời. Bằng cách xoay, Rubik con rắn có thể tạo ra những hình dạng giống với nhiều vật thể, con vật hoặc hình học. Hình dạng "quả bóng" của nó trong bao bì là một hình rhombicuboctahedron (hình có 8 mặt hình tam giác và 18 mặt hình vuông) lõm và không đều.
Rubik con rắn được phát minh bởi Ernő Rubik, người được biết đến nhiều hơn với việc phát minh ra lập phương Rubik.

## Phát hành
Rubik được ra mắt vào năm 1981 trong thời kỳ đỉnh cao của cơn sốt lập phương Rubik. Theo lời Ernő Rubik: "Rubik không phải là một bài toán để giải quyết; nó mang đến khả năng kết hợp vô hạn. Đây là một công cụ để kiểm tra các ý tưởng về hình dáng trong không gian. Về mặt lý thuyết, số lượng khả năng kết hợp của Rubik là có hạn. Nhưng trên thực tế, con số này là vô hạn và cả đời bạn cũng không thể thực hiện hết tất cả các khả năng của nó."

## Cấu trúc
24 khối lăng trụ được sắp xếp thành hàng với một hướng xen kẽ nhau (bình thường và lật ngược xuống). Mỗi khối lăng trụ có thể ở bốn vị trí khác nhau với mỗi độ lệch 90°. Thường thì các khối lăng trụ có màu xen kẽ nhau.

### Hướng dẫn xoay

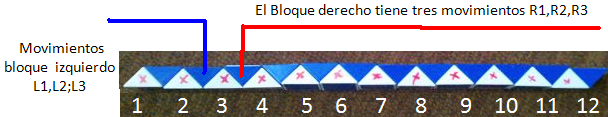
Hướng dẫn đọc ghi chú xoay